# Ben Rothwell
Ben Rothwell (Kenosha, Wisconsin; 17 de octubre de 1981) es un artista marcial mixto estadounidense que actualmente compite en la categoría de peso pesado en Bare Knuckle Fighting Championship.

## Carrera en artes marciales mixtas
Rothwell comenzó a pelear en 1999 a la edad de 17 años, cuando estaba aprendiendo defensa personal.

### Ultimate Fighting Championship
Rothwell debutó en UFC contra Caín Velásquez el 24 de octubre de 2009 en UFC 104. Rothwell perdió la pelea por nocaut técnico en la segunda ronda.
Rothwell se enfrentó a Gilbert Yvel el 12 de junio de 2010 en UFC 115. Rothwell ganó la pelea por decisión unánime.
El 24 de septiembre de 2011, Rothwell se enfrentó a Mark Hunt en UFC 135. Rothwell perdió la pelea por decisión unánime.
El 21 de abril de 2012, Rothwell se enfrentó a Brendan Schaub en UFC 145. Rothwell ganó la pelea por nocaut en la primera ronda, ganando así su primer premio al KO de la Noche.
El 19 de enero de 2013, Rothwell se enfrentó a Gabriel Gonzaga en UFC on FX 7. Rothwell perdió la pelea por sumisión en la segunda ronda.
Rothwell se enfrentó a Brandon Vera el 31 de agosto de 2013 en UFC 164. Rothwell ganó la pelea por nocaut técnico en la tercera ronda.
El 5 de septiembre de 2014, Rothwell se enfrentó a Alistair Overeem en UFC Fight Night 50. Rothwell ganó la pelea por nocaut técnico en la primera ronda, ganando así el premio a la Actuación de la Noche.
El 6 de junio de 2015, Rothwell se enfrentó a Matt Mitrione en UFC Fight Night 68. Rothwell ganó la pelea por sumisión en la primera ronda.
Rothwell se enfrentó a Josh Barnett el 30 de enero de 2016 en UFC on Fox 18. Rothwell ganó la pelea por sumisión en la segunda ronda, ganando así el premio a la Actuación de la Noche.
Rothwell se enfrentó a Júnior dos Santos el 10 de abril de 2016 en UFC Fight Night 86. Rothwell perdió la pelea por decisión unánime.
Se esperaba que Rothwell se enfrentara a Fabrício Werdum el 10 de septiembre de 2016 en UFC 203. Sin embargo, Rothwell se retiró de la pelea el 11 de agosto debido a una lesión de rodilla y fue reemplazado por Travis Browne.
La pelea con Werdum fue reprogramada y se esperaba que tenga lugar el 13 de mayo de 2017 en el UFC 211. Sin embargo, la pelea fue cancelada debido a que Rothwell falló una prueba de drogas. El 6 de abril de 2018 se anunció que Rothwell había aceptado una suspensión de dos años de la USADA, retroactiva al 6 de febrero de 2017.
Habiendo cumplido su suspensión, se espera que Rothwell se enfrente a Blagoy Ivanov el 9 de marzo de 2019 en el UFC Fight Night 146.

Bare Knuckle Fighting Championship
Se declaró campeón de BKFC al vencer en el primer round a Mick Terrill.

## Vida personal
Rothwell está casado con Jennifer DeBoer y tiene una hija, Alexis. Asistió a la Escuela Técnica Superior del Condado de Waukesha y obtuvo el título de técnico en mecánica.

## Campeonatos y logros
- Ultimate Fighting Championship
  - Actuación de la Noche (Dos veces)
  - KO de la Noche (Una vez)

## Récord en artes marciales mixtas
| Resultado | Récord | Oponente               | Método                                     | Evento                                   | Fecha                    | Ronda | Tiempo | Localización                  | Notas                     |
| --------- | ------ | ---------------------- | ------------------------------------------ | ---------------------------------------- | ------------------------ | ----- | ------ | ----------------------------- | ------------------------- |
| Derrota   | 39–14  | Marcos Rogério de Lima | TKO (puñetazos)                            | UFC Fight Night: Holloway vs. Rodríguez  | 13 de noviembre de 2021  | 1     | 0:32   | Las Vegas, Nevada             |                           |
| Victoria  | 39–13  | Chris Barnett          | Sumisión (estrangulamiento por guillotina) | UFC Fight Night: Font vs. Garbrandt      | 22 de mayo de 2021       | 2     | 2:07   | Las Vegas, Nevada             |                           |
| Derrota   | 38–13  | Marcin Tybura          | Decisión (unánime)                         | UFC Fight Night: Moraes vs. Sandhagen    | 11 de octubre de 2020    | 3     | 5:00   | Abu Dabi                      |                           |
| Victoria  | 38–12  | Ovince Saint Preux     | Decisión (dividida)                        | UFC Fight Night: Smith vs. Teixeira      | 13 de mayo de 2020       | 3     | 5:00   | Jacksonville, Florida         |                           |
| Victoria  | 37–12  | Stefan Struve          | TKO (golpes)                               | UFC on ESPN: Overeem vs. Rozenstruik     | 7 de diciembre de 2019   | 2     | 4:57   | Washington D. C.              |                           |
| Derrota   | 36–12  | Andrei Arlovski        | Decisión (unánime)                         | UFC on ESPN: dos Anjos vs. Edwards       | 20 de julio de 2019      | 3     | 5:00   | San Antonio, Texas            |                           |
| Derrota   | 36–11  | Blagoy Ivanov          | Decisión (unánime)                         | UFC Fight Night: Lewis vs. dos Santos    | 9 de marzo de 2019       | 3     | 5:00   | Wichita, Kansas               |                           |
| Derrota   | 36–10  | Júnior dos Santos      | Decisión (unánime)                         | UFC Fight Night: Rothwell vs. dos Santos | 10 de abril de 2016      | 5     | 5:00   | Zagreb                        |                           |
| Victoria  | 36–9   | Josh Barnett           | Sumisión (guillotine choke)                | UFC on Fox: Johnson vs. Bader            | 30 de enero de 2016      | 2     | 3:48   | Newark, Nueva Jersey          | Actuación de la Noche.    |
| Victoria  | 35–9   | Matt Mitrione          | Sumisión (gogo choke)                      | UFC Fight Night: Boetsch vs. Henderson   | 6 de junio de 2015       | 1     | 1:54   | Nueva Orleans, Luisiana       |                           |
| Victoria  | 34–9   | Alistair Overeem       | TKO (golpes)                               | UFC Fight Night: Souza vs. Mousasi       | 5 de septiembre de 2014  | 1     | 2:19   | Ledyard, Connecticut          | Actuación de la Noche.    |
| Victoria  | 33–9   | Brandon Vera           | TKO (golpes)                               | UFC 164                                  | 31 de agosto de 2013     | 3     | 1:54   | Milwaukee, Wisconsin          |                           |
| Derrota   | 32–9   | Gabriel Gonzaga        | Sumisión (guillotine choke)                | UFC on FX: Belfort vs. Bisping           | 19 de enero de 2013      | 2     | 1:01   | São Paulo                     |                           |
| Victoria  | 32–8   | Brendan Schaub         | KO (golpes)                                | UFC 145                                  | 21 de abril de 2012      | 1     | 1:10   | Atlanta, Georgia              | KO de la Noche.           |
| Derrota   | 31–8   | Mark Hunt              | Decisión (unánime)                         | UFC 135                                  | 24 de septiembre de 2011 | 3     | 5:00   | Denver, Colorado              |                           |
| Victoria  | 31–7   | Gilbert Yvel           | Decisión (unánime)                         | UFC 115                                  | 12 de junio de 2010      | 3     | 5:00   | Vancouver                     |                           |
| Derrota   | 30–7   | Caín Velásquez         | TKO (golpes)                               | UFC 104                                  | 24 de octubre de 2009    | 2     | 0:58   | Los Ángeles, California       | UFC debut.                |
| Victoria  | 30–6   | Chris Guillen          | Sumisión (codazos)                         | Adrenaline MMA 2: Miletich vs. Denny     | 11 de diciembre de 2008  | 1     | 3:30   | Moline, Illinois              |                           |
| Derrota   | 29–6   | Andrei Arlovski        | KO (golpes)                                | Affliction: Banned                       | 19 de julio de 2008      | 3     | 1:13   | Anaheim, California           |                           |
| Victoria  | 29–5   | Ricco Rodríguez        | Decisión (unánime)                         | IFL: 2007 Team Championship Final        | 20 de septiembre de 2007 | 3     | 4:00   | Hollywood, Florida            |                           |
| Victoria  | 28–5   | Krzysztof Soszynski    | TKO (golpes)                               | IFL: 2007 Semifinals                     | 2 de agosto de 2007      | 1     | 0:13   | East Rutherford, Nueva Jersey |                           |
| Victoria  | 27–5   | Travis Fulton          | Sumisión (kimura)                          | IFL: Chicago                             | 19 de mayo de 2007       | 2     | 3:11   | Chicago, Illinois             |                           |
| Victoria  | 26–5   | Roy Nelson             | Decisión (dividida)                        | IFL: Moline                              | 7 de abril de 2007       | 3     | 4:00   | Moline, Illinois              |                           |
| Victoria  | 25–5   | Matt Thompson          | TKO (golpes)                               | IFL: Houston                             | 2 de febrero de 2007     | 2     | 1:47   | Houston, Texas                |                           |
| Victoria  | 24–5   | Devin Cole             | KO (patada a la cabeza)                    | IFL: Championship Final                  | 29 de diciembre de 2006  | 1     | 3:16   | Connecticut                   |                           |
| Victoria  | 23–5   | Wojtek Kaszowski       | Sumisión (keylock)                         | IFL: World Championship Semifinals       | 2 de noviembre de 2006   | 1     | 3:14   | Portland, Oregón              |                           |
| Victoria  | 22–5   | Bryan Vetell           | KO (golpe)                                 | IFL: Gracie vs. Miletich                 | 23 de septiembre de 2006 | 1     | 3:17   | Moline, Illinois              |                           |
| Victoria  | 21–5   | Krzysztof Soszynski    | TKO (golpes)                               | IFL: Legends Championship 2006           | 29 de abril de 2006      | 1     | 3:59   | Atlantic City, Nueva Jersey   |                           |
| Victoria  | 20–5   | Dan Bobish             | KO (rodillazo)                             | GFC: Team Gracie vs Team Hammer House    | 3 de marzo de 2006       | 1     | 4:20   | Columbus, Ohio                |                           |
| Victoria  | 19–5   | Joey Smith             | Sumisión (golpes)                          | ISCF: Gladiators X                       | 24 de febrero de 2006    | 1     |        | Milwaukee, Wisconsin          |                           |
| Victoria  | 18–5   | Don Richard            | TKO (golpes)                               | KOTC: Conquest                           | 3 de diciembre de 2005   | 1     | 3:32   | Calgary                       |                           |
| Victoria  | 17–5   | Allan Weickert         | TKO (golpes)                               | GFS: Fight Nite in the Flats             | 17 de septiembre de 2005 | 1     | 3:45   | Cleveland, Ohio               |                           |
| Derrota   | 16–5   | Dan Christison         | Sumisión (kimura)                          | Euphoria: USA vs World                   | 26 de febrero de 2005    | 3     | 0:57   | Atlantic City, Nueva Jersey   |                           |
| Victoria  | 16–4   | Jonathan Wiezorek      | TKO (golpes)                               | Euphoria: Road to the Titles             | 15 de octubre de 2004    | 1     | 1:09   | Atlantic City, Nueva Jersey   |                           |
| Victoria  | 15–4   | Matt Bear              | Sumisión (golpes)                          | Ultimate Throwdown                       | 16 de julio de 2004      |       |        | Des Moines, Iowa              |                           |
| Derrota   | 14–4   | Carlos Barreto         | KO (patada a la cabeza)                    | Heat FC 1: Genesis                       | 31 de julio de 2003      |       |        | Natal                         |                           |
| Victoria  | 14–3   | Royce Louck            | TKO (corte)                                | Freestyle Combat Challenge 11            | 28 de junio de 2003      | 1     |        | Racine, Wisconsin             |                           |
| Derrota   | 13–3   | Ibragim Magomedov      | TKO (retiro)                               | M-1 MFC: Russia vs the World 4           | 15 de noviembre de 2002  | 1     | 10:00  | San Petersburgo               |                           |
| Victoria  | 13–2   | Travis Fulton          | Sumisión (lesión)                          | Freestyle Combat Challenge 8             | 4 de octubre de 2002     |       |        | Racine, Wisconsin             |                           |
| Victoria  | 12–2   | Johnathan Ivey         | TKO (corte)                                | USMMA 2: Ring of Fury                    | 21 de septiembre de 2002 | 1     | 1:14   | Lowell, Massachusetts         |                           |
| Derrota   | 11–2   | Mike Whitehead         | Decisión (unánime)                         | SB 24: Return of the Heavyweights 2      | 27 de abril de 2002      | 2     | 5:00   | Honolulu, Hawái               |                           |
| Victoria  | 11–1   | Kerry Schall           | TKO (lesión en el cuello)                  | SB 24: Return of the Heavyweights 2      | 27 de abril de 2002      | 2     | 2:10   | Honolulu, Hawái               |                           |
| Victoria  | 10–1   | Curtis Crawford        | Sumisión (forearm choke)                   | SB 24: Return of the Heavyweights 1      | 26 de abril de 2002      | 1     | 1:03   | Honolulu, Hawái               |                           |
| Victoria  | 9–1    | Mike Priest            | Sumisión (lesión)                          | Freestyle Combat Challenge 7             | 23 de marzo de 2002      | 1     |        | Racine, Wisconsin             |                           |
| Victoria  | 8–1    | Mike Radnov            | TKO (corte)                                | Extreme Challenge 46                     | 16 de febrero de 2002    | 1     | 5:54   | Clive, Iowa                   |                           |
| Victoria  | 7–1    | Kerry Schall           | Sumisión (lesión)                          | Extreme Challenge 46                     | 16 de febrero de 2002    | 1     | 7:29   | Clive, Iowa                   | Schall se lesionó el pie. |
| Victoria  | 6–1    | Mike Marshalleck       | TKO (golpes)                               | Freestyle Combat Challenge 6             | 5 de enero de 2002       | 1     | 0:38   | Racine, Wisconsin             |                           |
| Victoria  | 5–1    | Steve Hutson           | Sumisión (arm-triangle choke)              | SC 8: Fight Night                        | 10 de noviembre de 2001  | 1     | 3:35   | LaSalle, Illinois             |                           |
| Derrota   | 4–1    | Tim Sylvia             | Decisión (unánime)                         | Extreme Challenge 42                     | 24 de agosto de 2001     | 3     | 5:00   | Davenport, Iowa               |                           |
| Victoria  | 4–0    | Bill Billington        | Sumisión (rodillazos)                      | Iowa Challenge 2                         | 11 de agosto de 2001     | 1     | 1:07   | Cedar Rapids, Iowa            |                           |
| Victoria  | 3–0    | Darren Block           | KO (golpe)                                 | Dangerzone: Auburn                       | 28 de abril de 2001      | 1     | 0:16   | Auburn, Indiana               |                           |
| Victoria  | 2–0    | Anthony Ferguson       | TKO (parada del árbitro)                   | Dangerzone: Auburn                       | 28 de abril de 2001      | 1     | 1:00   | Auburn, Indiana               |                           |
| Victoria  | 1–0    | Rob Shinkle            | TKO (parada del equipo)                    | Freestyle Combat Challenge 3             | 6 de enero de 2001       | 1     | 0:21   | Racine, Wisconsin             |                           |

## Récord en kickboxing
| Resultado | Récord | Oponente      | Método                         | Evento                                | Fecha                 | Asalto | Tiempo | Localización         |
| --------- | ------ | ------------- | ------------------------------ | ------------------------------------- | --------------------- | ------ | ------ | -------------------- |
| Victoria  | 2–0    | Justice Smith | Descalificación (golpes bajos) | ISCF: Colosseum Returns               | 21 de octubre de 2005 | 1      |        | Milwaukee, Wisconsin |
| Victoria  | 1–0    | Nobu Hayashi  | Decisión (unánime)             | Shootboxing 2005: Ground Zero Fukuoka | 23 de enero de 2005   | 3      | 3:00   | Fukuoka              |